# ياماتو
```
ياماتو
 
(
山都町
؟
)
 وهي مدينة تقع في منطقة Kamimashiki ، 
محافظة كوماموتو
 في 
اليابان
 . تشكلت المدينة في 11 فبراير 2005 من اندماج بلديتي ياب و سيوا مع بلدة سويو  من مقاطعة اسو . اعتبارا من 28 فبراير 2017 ، يبلغ عدد سكان المدينة 15.771 
[
2
]
 
وكثافة
 29 شخص لكل كيلومتر مربع.
```

## مشاهير
- Yasunosuke Futa - مهندس معماري
- ياسوهيرو ياماشيتا - لاعب جودو
- توميكو فان - مغنية J-pop اليابانية والممثلة الاستعراضية